# Wyspa Sobieszewska

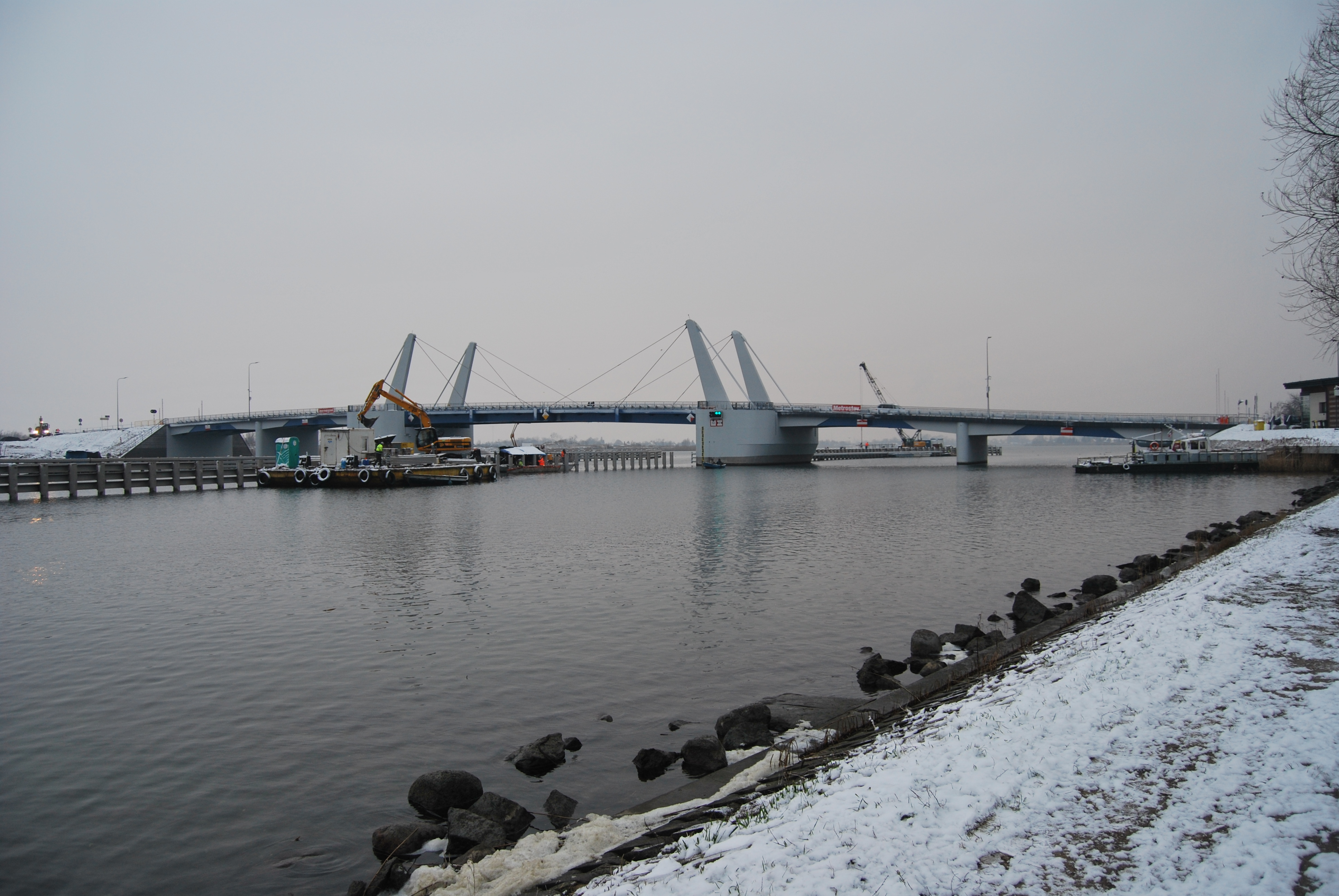
Most zwodzony na Martwej Wiśle

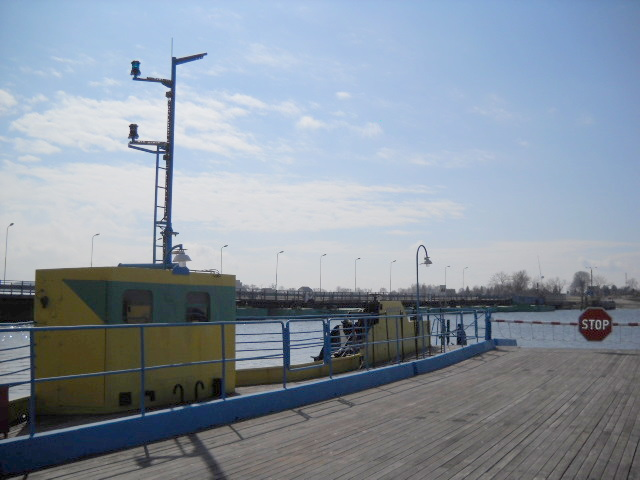
Prom obok mostu w Sobieszewie (nieistniejący)

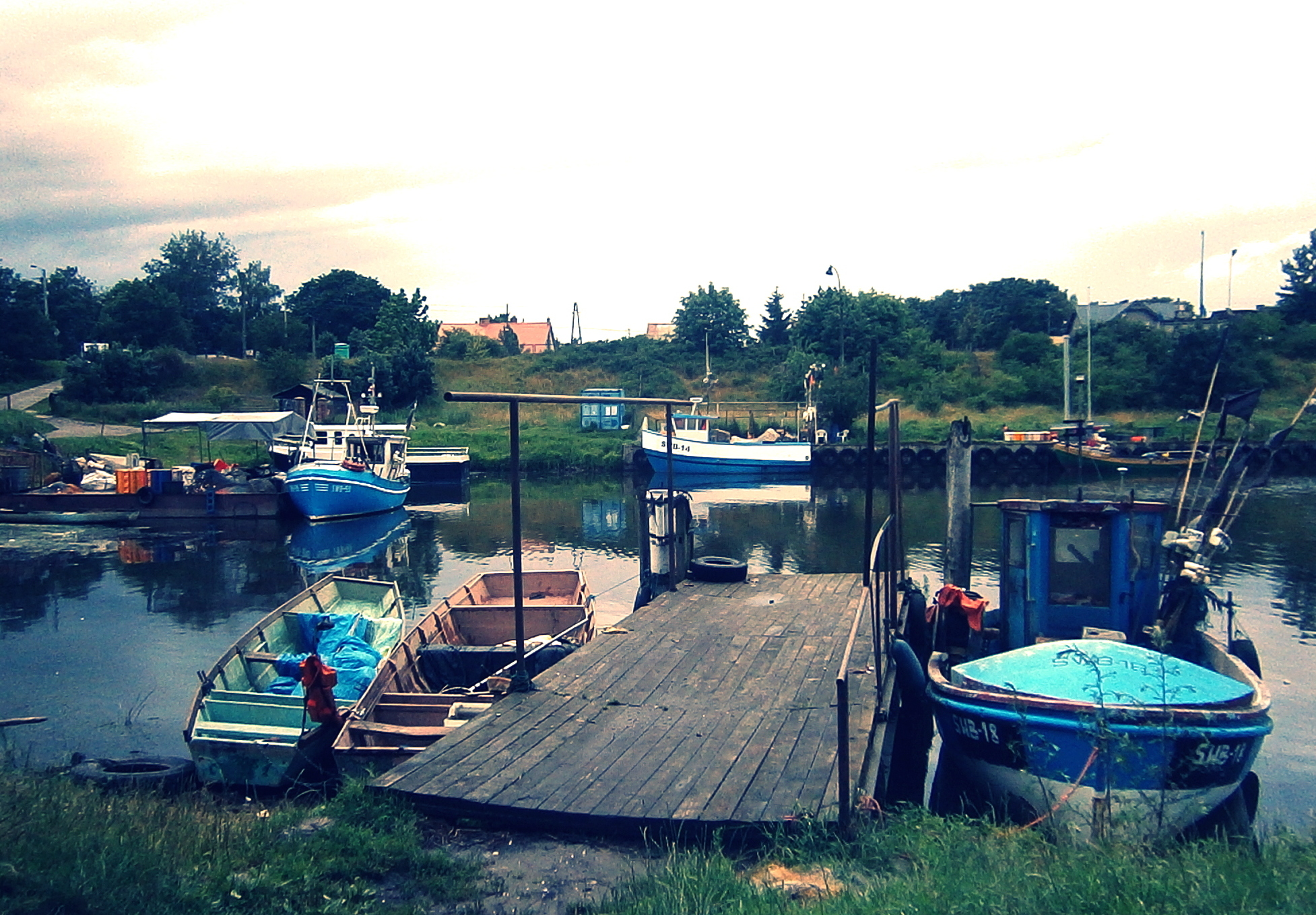
Port rybacki w Świbnie

Wyspa Sobieszewska – największa pod względem powierzchni i zarazem najbardziej wysunięta na wschód dzielnica Gdańska położona na wyspie o tej samej nazwie w ujściu Wisły.

## Geografia
Wyspa Sobieszewska – wyspa, od 1973 roku leżąca w granicach Gdańska, otoczona jest:
- od północy: wodami Zatoki Gdańskiej,
- od południa: Martwą Wisłą,
- od wschodu: Przekopem Wisły,
- od zachodu: Śmiałą Wisłą.

W najszerszym miejscu wyspa ma ok. 10 km szerokości równoleżnikowej, a w najdłuższym miejscu ok. 6 km długości południkowej.
Południe wyspy jest równinne i bezleśne. Północ porasta Las Mierzei z wydmami w pasie nadmorskim. Najwyższym wzniesieniem jest Góra Mew o wysokości 35 m n.p.m. Na terenie Wyspy panuje łagodny mikroklimat. Roślinność plaż i wydm jest bardzo uboga, składa się z takich gatunków, jak rukwiel nadmorska, solanka kolczysta, honkenia piaskowa. Dodatkowo na wydmach występują róża pomarszczona, wierzba wawrzynkolistna, wydmuchrzyca piaskowa, piaskownica zwyczajna oraz chronione mikołajek nadmorski, turzyca piaskowa, rokitnik zwyczajny.

## Przyroda
Na terenie Wyspy Sobieszewskiej można spotkać ponad 300 gatunków ptaków, które zatrzymują się tam w swoich migracjach. Niektóre z nich odbywają lęgi, inne zimują na pobliskich wodach, a pozostałe odwiedzają wyspę podczas okresu jesiennych wędrówek. Dlatego wyspa posiada status obszaru chronionego krajobrazu (1228 ha, w tym 961 ha lasów i 90 ha wod powierzchniowych), a ponadto powstały tutaj dwa rezerwaty ornitologiczne:
- Rezerwat przyrody Ptasi Raj,
- Rezerwat przyrody Mewia Łacha.

Na terenie rezerwatu Ptasi Raj od 2003 roku funkcjonuje ścieżka przyrodniczo-dydaktyczna.
Na wyspie występują także rzadkie gatunki roślin, jak storczyk kruszczyk rdzawoczerwony i mikołajek nadmorski. Wyspa Sobieszewska posiada status „wyspy ekologicznej”.
Jeziora znajdujące się na terenie wyspy:
- Karaś,
- Ptasi Raj.

Obydwa jeziora leżą na terenie rezerwatu Ptasi Raj. Pomiędzy Wisłą Śmiałą, morzem i jeziorem Ptasi Raj znajduje się piaszczysta Mierzeja Messyńska. W rejonie tym doszło do cofania się brzegu morskiego (w l. 1907–1964 wyniosło 120-150 m, a w 1994 doszło do 200 m). Istniejące na Mierzei Messyńskiej wydmy zostały całkowicie zniszczone do lat 80., a sama mierzeja cofnęła się o 350 m na obszar jeziora. Tempo cofania się narasta i dochodzi do 12,6 m rocznie.
Przy ul. Kwiatowej na prywatnej posesji rośnie pomnik przyrody (nr rej. 359, wpis z 19.01.1977) – około 450-letni dąb szypułkowy o wysokości 22 m i obwodzie przy powołaniu 470 cm.
W okresie międzywojennym nieopodal brzegów Wyspy, swoje siedliska posiadał szereg ssaków morskich należących do rzędów waleni i płetwonogich. W l. 50. XX w. wyłowiono tu z wody czaszkę finwala.
Pod względem glebowym na terenie Wyspy występują mady lekkie (w bezpośrednim sąsiedztwie koryta rzeki, obecnie wykorzystywane  jako pastwiska typu wiechliny łąkowej), średnie i spoczywające na piasku mady ciężkie. W północno-zachodniej części wyspy wytworzyły się gleby typu bagiennego. Część wyspy jest polderem (nr 34 Sobieszewo) o rzędnych 0,00-3,00 m n.p.m., odwadnianym przez liczne rowy i równoleżnikowe tzw. kanały młyńskie, przed 1945 zwane Ober- i Nieder-Mühlen-Graben, którym towarzyszyły przepompownie i wiatraki. Ponieważ w l. 60. XX wieku stan urządzeń melioracyjnych był katastrofalny, w 1964 przyjęto program ich przebudowy, przewidujący m.in. likwidację części rowów poprzecznych, co miało umożliwić mechanizację prac rolniczych. W 1974 obszar rolniczy wyspy zajmował 1554 ha powierzchni. W skład systemu melioracyjnego wchodziło 22,7 km kanałów, 91 km rowów i 13 km rurociągów drenarskich.
Szosy na Wyspie obsadzone są szpalerami drzew, m.in. wiązów, lip i jesionów. Szczególnie cenny jest szpaler lip między Świbnem a Przegaliną, którego przedłużeniem jest ciąg drzew przy ul. Przegalińskiej.

## Historia
Na terenie Wyspy odnaleziono ślady osadnictwa z okresu neolitycznego (2000–1700 p.n.e.). Mieszkali tu głównie przedstawiciele kultury rzucewskiej, trudniący się rybołówstwem i myślistwem. W XIV i XV wieku przez teren Wyspy przechodził trakt łączący Gdańsk z Królewcem, a przy nim istniały dwie duże karczmy (Kreczem Newefehre i Kreczem Boemsagk), przy których zaczęły tworzyć się duże osady, w tym Bohnsack (niem. worek fasoli) – późniejsze Sobieszewo.
Przynależność administracyjna terenu Wyspy Sobieszewskiej zmieniała się wielokrotnie na przestrzeni wieków, najczęściej przechodząc między Prusami a miastem Gdańskiem. W okresie rozbicia dzielnicowego była to część księstwa pomorsko-gdańskiego, w okresie krzyżackim komturstwa gdańskiego, a następnie część Gdańska jako Żuławy Gdańskie. Jak pisze Waldemar Nocny: „Począwszy od roku 1472 Rada Miejska oddawała majątki przekazane w jej ręce przez króla polskiego w 1454 roku pod zastaw obywatelom miasta, którzy ponieśli największe nakłady finansowe w czasie wojny z Zakonem Krzyżackim”.
Tereny wyspy należały do Gdańska do 1793 r. (II rozbiór Polski), a następnie przeszły we władanie Prus. Po klęsce Prus w wojnie prusko-francuskiej (1806) weszły do ustanowionego przez Napoleona autonomicznego miasta Gdańska. Kongres Wiedeński (1815) znów poddał te tereny pod panowanie pruskie. W okresie międzywojennym Wyspa Sobieszewska znów wchodziła w skład Wolnego Miasta Gdańska.
Granice Wyspy Sobieszewskiej ukształtowały dwa ważne wydarzenia: przedarcie się wezbranej po roztopach Wisły przez miejscowość Górki w 1840 r. oraz stworzenie kolejnego – do chwili obecnej głównego – ujścia rzeki w 1895 r., tym razem siłami człowieka.
Niedługo po pierwszym z wydarzeń przebywał w tych stronach Wincenty Pol, który opisał je na podstawie relacji świadków: „Od połowy stycznia 1840 roku sparły się wody średniej Wisły (...). Wisła nie mając w ten sposób kiedy ulać wód swoich, wezbrała na brzegach i zagrażała zniszczeniu całej okolicy. Aż 1 lutego 1840 roku w nocy wyrżnęła się nowym korytem wprost ku morzu (...). To nowe koryto nie ma dotąd nazwiska; a że się Wisła tak poczciwie i raźno ku morzu przebrała – nazwijmy ją tutaj „Śmiałą Wisłą”.
Na przełomie XVIII i XIX wieku w okolicy brzegu morskiego wystawiono nadbrzeżny pawilon wypoczynkowy obsługujący coraz liczniejszych kuracjuszy. Znajdowało się tam również kąpielisko. Nieco później, w 1906 roku, zbudowano nad Wisłą Dom Kuracyjny według projektu W. Helda. Na początku XX wieku Wyspa stała się popularnym miejscem wypoczynku (Kurort Bonhsack). Powstało wiele domów gościnnych (gasthaus), hoteli i restauracji. Również rybacy wynajmowali pokoje w swoich domach. Wiele z chat rybackich przekształconych na pokoje na wynajem zachowało się na Górkach Wschodnich.

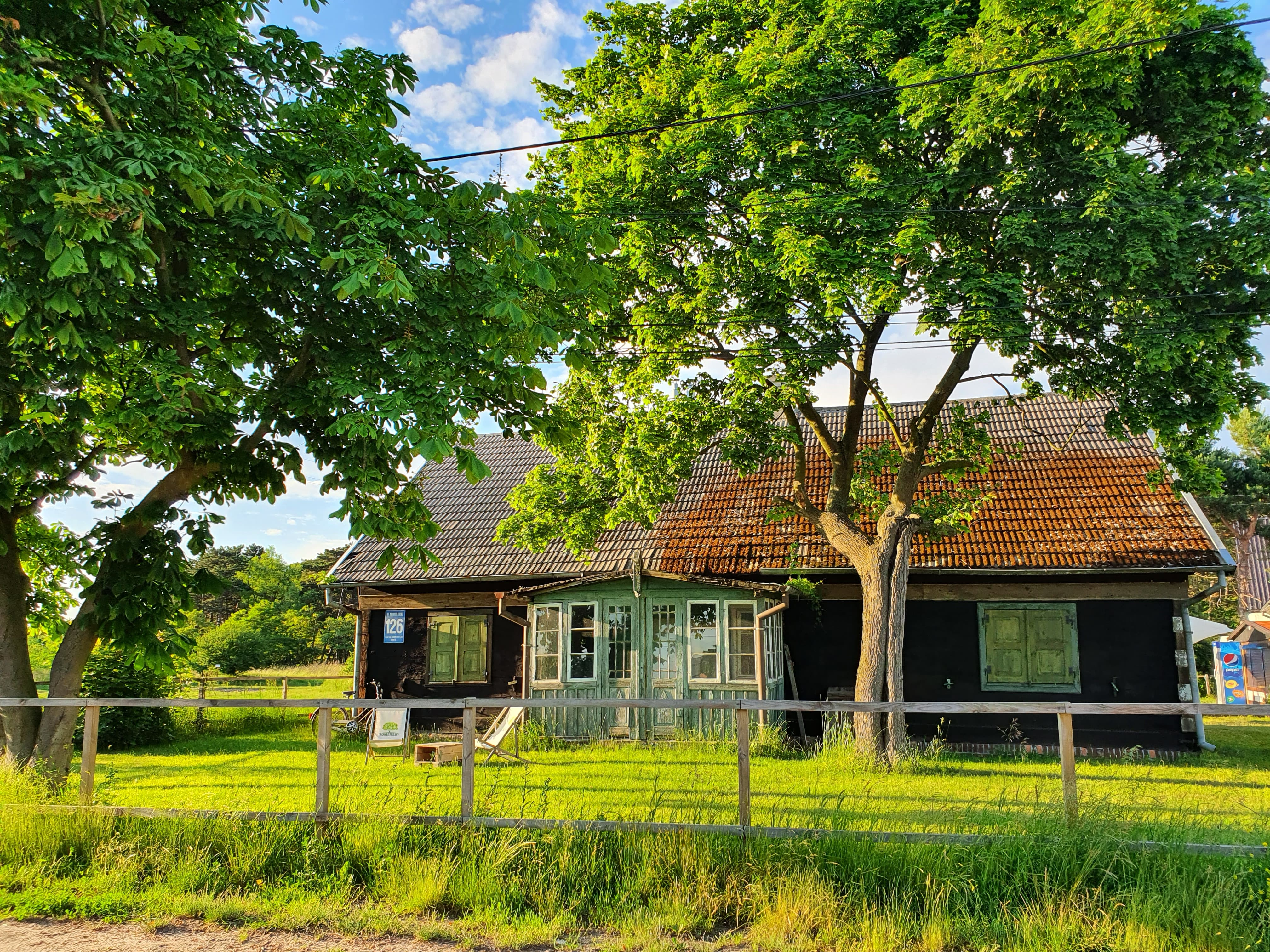
Chata na Górkach Wschodnich

W latach 1933–1945 w Orlu (niem. Wordel) przy ul. Lazurowej 4, zlokalizowana była tzw. „Forsterówka”, rezydencja gauleitera i obergruppenführera SS Alberta Forstera, określanego mianem „Kata Pomorza”. Tu szkolono funkcjonariuszy pobliskiego obozu koncentracyjnego Stutthof. Pod koniec II wojny światowej wyspa stanowiła punkt etapowy dla niemieckich uciekinierów, których ewakuowano na Hel i dalej na Zachód. Jak wspomina Hans Schaufler, porucznik Panzer-Regimentes 35: „znaleźliśmy się na piaszczystej wyspie, jako że delta Wisły rozpościerała się na szerokość około 60 km od Neufahrwasser do Elbing. Nazwaliśmy ten kawałek lądu wśród wody, pomiędzy Schiewenhorst i Neufahr, Wisłą i Bałtykiem – Schnakenburg-Insel (Komarową Wyspą). Tutaj, poza zasięgiem sowieckiej artylerii, kłębił się niesamowity tumult ludzi. Gwar różnojęzyczny tych ludzi z wszystkich ziem Pana Boga przywodził nieodparcie historię budowy wieży Babel, nie tylko dlatego, że wszystko działo się między dwoma rzekami. Wszędzie kopano i grzebano z wielkim przejęciem. Prawie wszystkie narody Europy były tu reprezentowane”.
W marcu 1945 roku na wyspie znalazł się m.in. sztab 2. Armii wraz z XVIII Korpusem Górskim oraz XXIII Korpusem Armijnym. Z dziennika bojowego 276. Brygady Dział Samobieżnych wynika, że 9 maja 1945 r. w okolicach Świbna poddały się ostatnie spieszone pododdziały tej formacji. Wiele innych jednostek wojskowych stacjonowało tu oczekując na ewakuację drogą morską. Po wojskach niemieckich pozostały na wyspie zarysy wielu schronów drewniano-ziemnych. Liczne transzeje i stanowiska ogniowe wskazują również na to, iż teren ten był przygotowywany do bezpośredniej obrony przed rosyjską piechotą.
W 1973 roku Wyspę w całości włączono w granice administracyjne Gdańska. 1 września 1974 na wyspie powołano Specjalny Ośrodek Szkolno-Wychowawczy dla dzieci upośledzonych umysłowo w stopniu lekkim. Od lutego 1993 przy ul. Turystycznej 23, w budynku szkoleniowym dawnego Związku Kółek Rolniczych funkcjonuje Dom Pomocy Społecznej ss. pallotynek, przeniesiony z ul. Malczewskiego w Gdańsku. W czerwcu 2004, w budynku przeniesionego do SP nr 87 Przedszkola nr 61, otworzono filię Miejskiego Domu Kultury "Wyspa Skarbów".
Od 1963 roku do rozformowania w 1999 roku, na Wyspie znajdował się najdalej wysunięty na wschód na Wybrzeżu 23 Dywizjon Rakietowy Obrony Powietrznej Kraju.
W dniach 6–16 sierpnia 2018 na terenie Wyspy Sobieszewskiej Związek Harcerstwa Polskiego zorganizował Zlot ZHP „Gdańsk 2018”, dla uczczenia stulecia odzyskania przez Polskę niepodległości oraz stulecia organizacji. W miejscu zlotu w 2020 planowano organizację Europejskiego Jamboree Skautowego, odwołanego w związku z pandemią COVID-19 w Polsce. Na wyspie odbędzie się XXVI Światowe Jamboree Skautowe w 2027 r.
W 2019 kosztem 14,1 mln zł na Wyspie powstała droga rowerowa Sobieszewo - Świbno o długości 4,4 km. W 2020 ogłoszono przetarg na budowę 7-kilometrowej drogi rowerowej na koronie wału przeciwpowodziowego z Świbna do Przegaliny i dalej Błotnika, z terminem realizacji w końcu 2021 roku (koszt realizacji 4,4 mln zł); udostępniono ją do ruchu już w październiku 2021.
Jesienią 2021 otwarto przystań żeglarską przy ul. Nadwiślańskiej (między posesjami nr 37 i 43; koszt realizacji to niemal 6,5 mln zł). W sierpniu 2021 uruchomiono przystań kajakową u ujścia Kanału Młynówka.

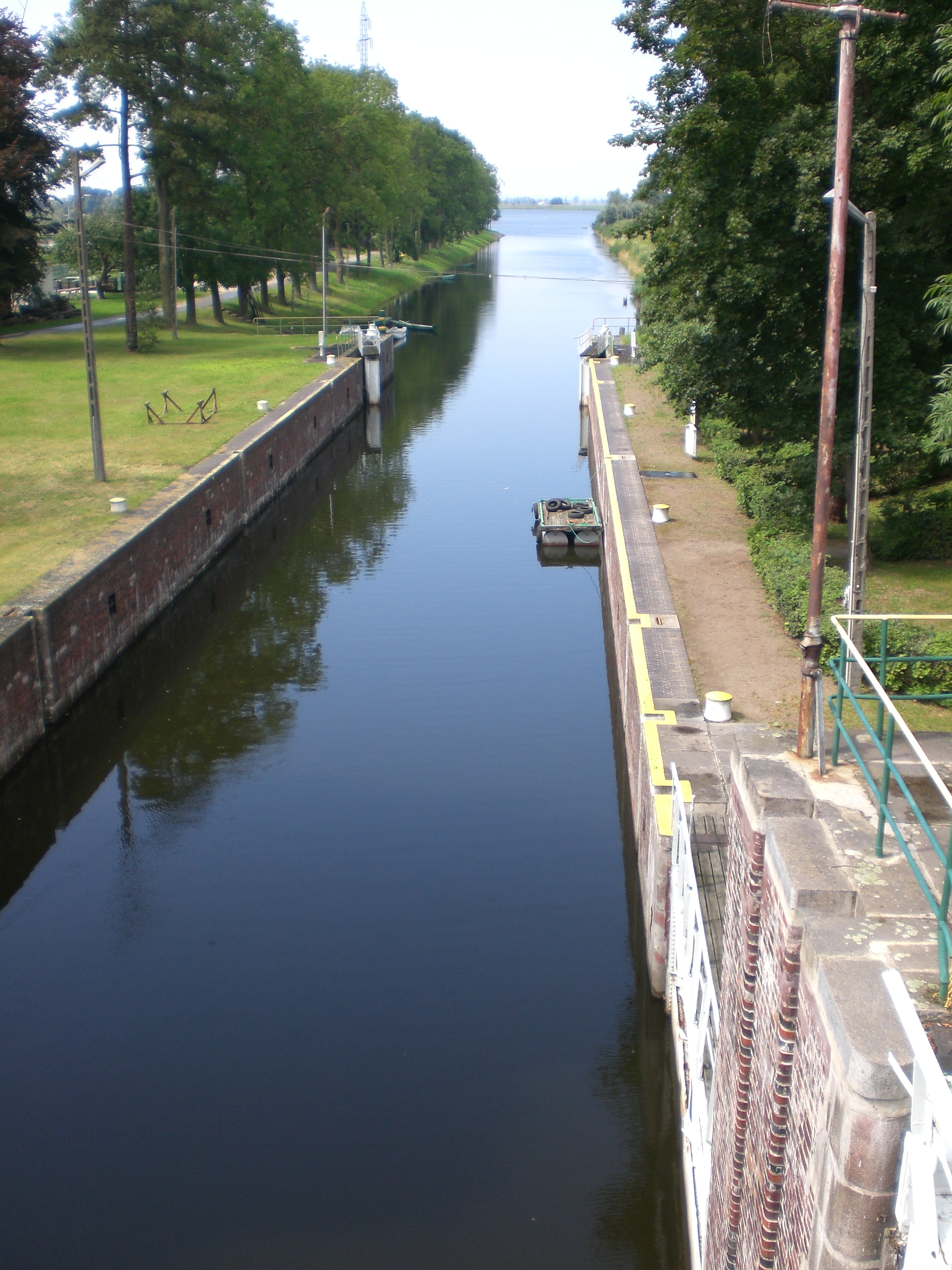
Północna śluza w Przegalinie

## Atrakcje turystyczne
- Izba Pamięci Wincentego Pola w Gdańsku Sobieszewie.
- Willa gauleitera Alberta Forstera, tzw. „Forsterówka”.
- Dawna przystań hydroplanów w Górkach Wschodnich.
- Stele ewangelickie z XVIII w. przy Sanktuarium MB Saletyńskiej w Sobieszewie[25].
- Dawny folwark „Kronenhof” (na osiedlu Wieniec).
- Zabytkowa śluza w Przegalinie (powstała w latach 1889–1895).
- Szlak Turystyczny „Wyspy Sobieszewskiej” (pieszy, 10 km) i Szlak Rowerowy im. Wincentego Pola (24 km).
- Punkt widokowy na powstałej w 2015 wieży ciśnień Kazimierz (33 m wysokości, ok. 45 m n.p.m.) ze zbiornikiem o pojemności 600 m³[26], otwartej 9 września 2015 i udostępnionej do zwiedzania od maja do września. Patronem wieży jest Kazimierz Behlke - długoletni (39 lat) pracownik gdańskich wodociągów, zmarły w 2013.

## Osiedla

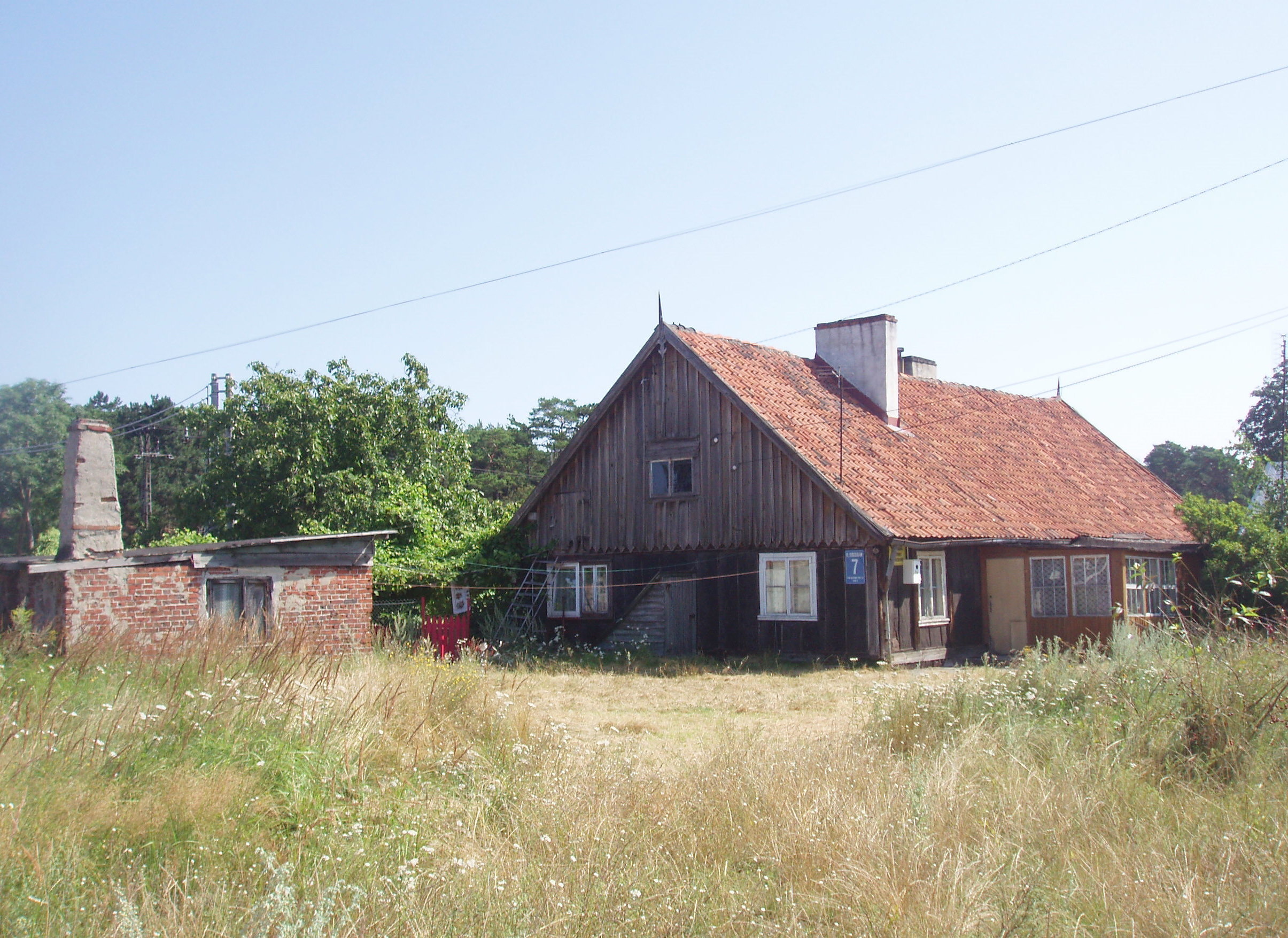
Chata rybacka z wędzarnią w Górkach Wschodnich

- Górki Wschodnie
- Komary
- Orle
- Przegalina
- Sobieszewko
- Sobieszewo
- Sobieszewska Pastwa
- Świbno
- Wieniec

## Transport
Drogi wyjazdowe z Wyspy:

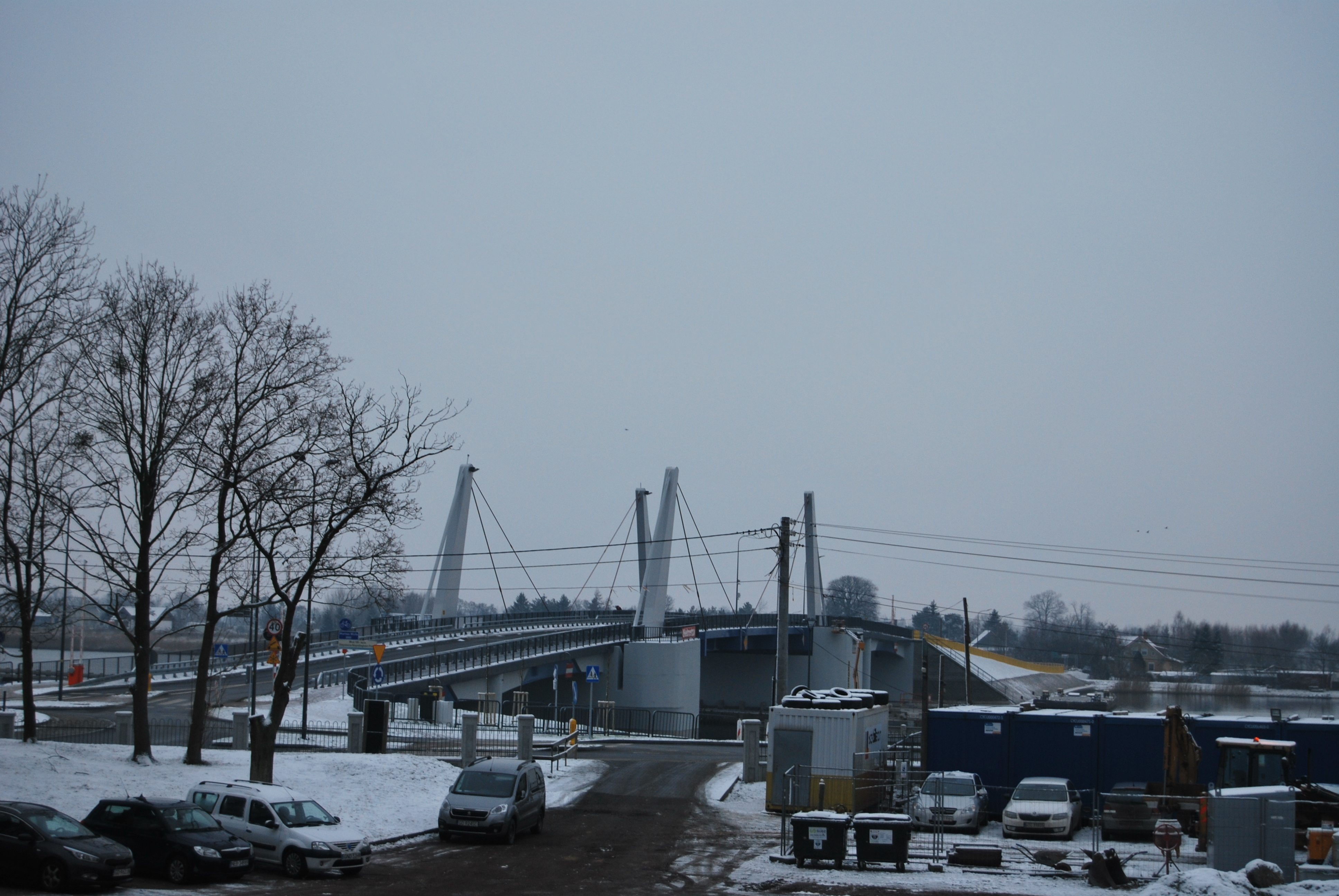
Most zwodzony, w tle wyspa

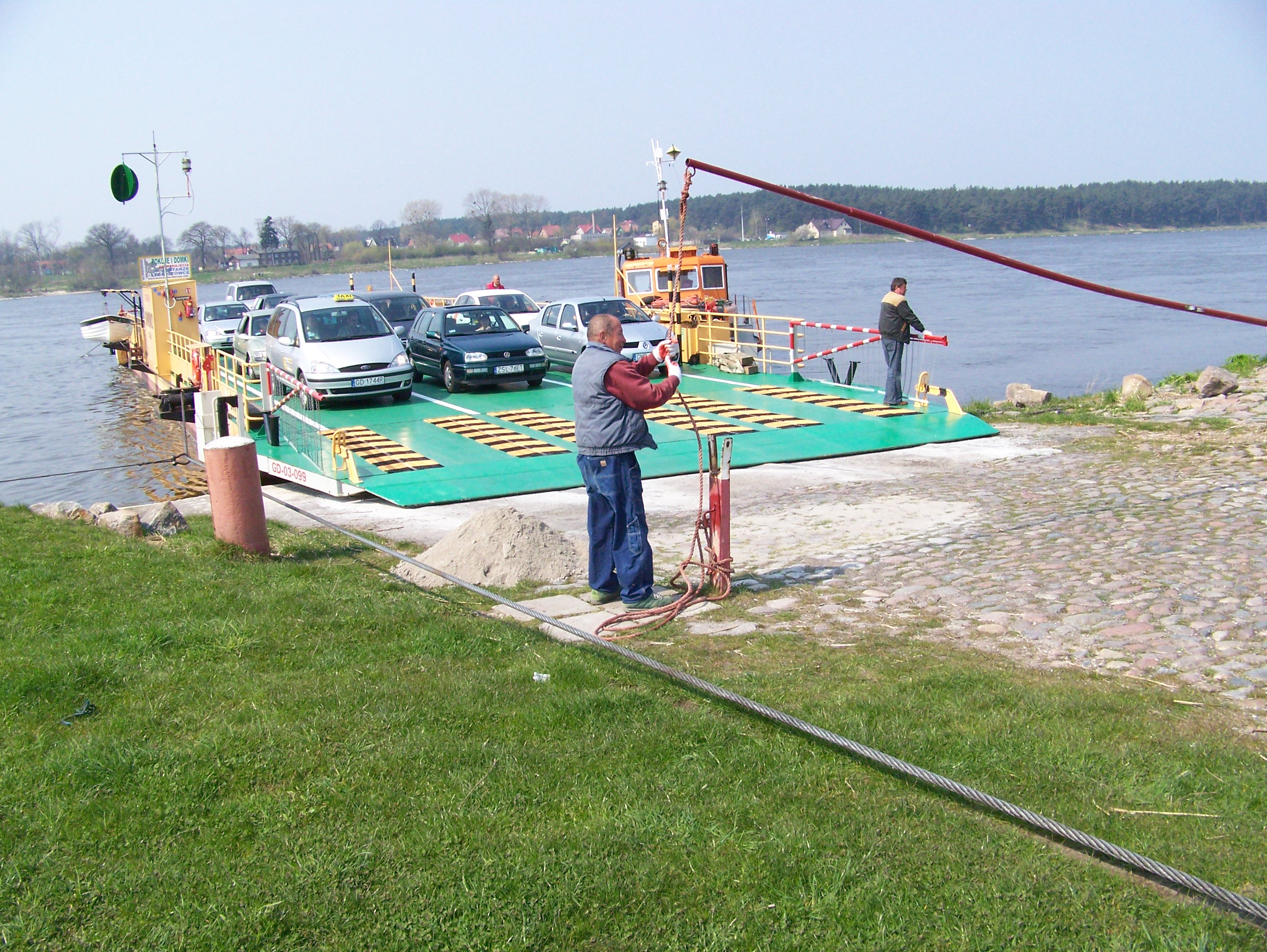
Przeprawa promowa Świbno-Mikoszewo

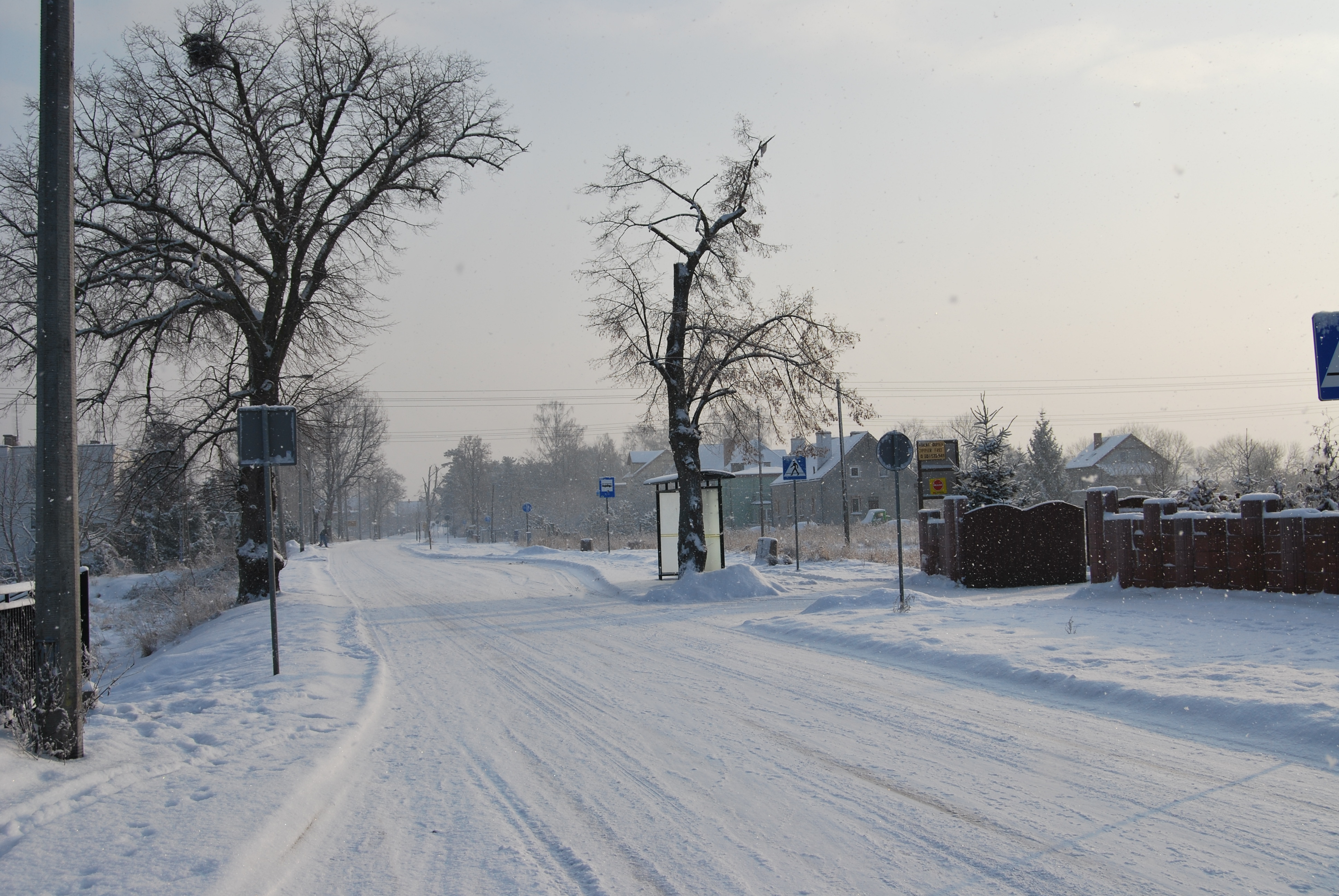
Droga wojewódzka nr 501 na wyspie

- Most 100-lecia Niepodległości Rzeczypospolitej[27],
- most na śluzie w Przegalinie,
- prom w Świbnie (sezonowo).

Przez wyspę przebiega droga wojewódzka nr 501. Na wyspie znajduje się czwarta pod względem długości ulica Gdańska - ul. Przegalińska (8050 m).

## Rada Dzielnicy

### Kadencja 2024–2029[29][30][31][32]
- Przewodniczący Zarządu Dzielnicy
  - Władysław Sidorko
- Przewodniczący Rady Dzielnicy
  - Jerzy Petryczko

### Kadencja 2019–2024[33]
- Przewodniczący Zarządu Dzielnicy
  - Władysław Sidorko
- Przewodniczący Rady Dzielnicy
  - Jerzy Petryczko

### Kadencja 2015–2019[34]
- Przewodniczący Zarządu Dzielnicy
  - Władysław Sidorko
- Przewodniczący Rady Dzielnicy
  - Ryszard Nowak

### Kadencja 2011–2015[35][36]
do 1 czerwca 2014 jako Rada Osiedla
- Przewodniczący Zarządu Dzielnicy
  - Władysław Sidorko
- Przewodniczący Rady Dzielnicy
  - Jerzy Petryczko

## W kulturze popularnej
Wyspa ma swoje miejsce w literaturze: oprócz Wincentego Pola (autora nazwy „Wisła Śmiała”), o wyspie pisali Waldemar Nocny („Reguła Trzech”, „Trzynasty kilometr”, "Wyspa wspomnień", "Przewodnik historyczny po Wyspie Sobieszewskiej") oraz Sebastian Miernicki w książce „Pan Samochodzik i Wyspa Sobieszewska”.